# Raúl Fernández (basket-ball)
Pour les articles homonymes, voir Raúl Fernández.
Raúl Fernández Robert, né le 17 septembre 1905, à Mexico (Mexique) et mort le 4 septembre 1982, à Mexico (Mexique), est un joueur mexicain de basket-ball.

## Palmarès
- Troisième des Jeux olympiques d'été de 1936